# Ljubatovica
Ljubatovica (en serbe cyrillique : Љубатовица) est un village de Serbie situé dans la municipalité de Bela Palanka, district de Pirot. Au recensement de 2011, il comptait 21 habitants.

## Démographie
| 1948 | 1953 | 1961 | 1971 | 1981 | 1991 | 2002 | 2011 |
| ---- | ---- | ---- | ---- | ---- | ---- | ---- | ---- |
| 682  | 653  | 494  | 373  | 229  | 146  | 87   | 21   |

|  |